# 국사어용괘
국사어용괘 (国事御用掛, こくじごようがかり, 코쿠지고요오가카리)는 일본 에도 시대 막부 말기, 1863년 1월 28일자로 생긴 국사 토론을 목적으로 한 관직이다. 국사어용서기(国事御用書記) 직책이 확장된 것이다. 언로를 열되 경거망동을 하지 않기 위해 여론이나 제안을 검토할 책임을 가졌다.  1868년 1월 3일 왕정 복고의 대호령으로 폐지되었다. 
| 이름 (발음)                               | 나이 (취임시) | 위계                                     | 직책 등    |
| ----------------------------------------- | ------------- | ---------------------------------------- | ---------- |
| 고노에 다다히로                           | 55 세         | 종1위 · 관백                             |            |
| 一条忠香 (이치죠 타다카)                  | 51 세         | 종 1 위 · 좌대신                         |            |
| 니조 나리유키                             | 47 세         | 종 1 위 · 우대신                         |            |
| 구니노미야 아사히코 친왕                  | 39 세         |                                          | 青蓮院門主 |
| 鷹司輔煕 (타카츠카사 스케히로)            | 56 세         | 종 1 위 · 전 우대신                      |            |
| 徳大寺公純 (토쿠다이지 킨이토)            | 42 세         | 정2위 · 내대신                           |            |
| 나카야마 다다야스                         | 54 세         | 정 2 위 · 대납언                         | 議奏       |
| 飛鳥井雅典 (아스카이 마사노리)            | 38 세         | 종2위 · 중납언                           | 議奏       |
| 正親町三条実愛 (오오자마치 산죠 사네나루) | 43 세         | 정 2 위 · 대납언                         | 議奏       |
| 산조 사네토미                             | 26 세         | 종3위 · 중납언                           | 議奏       |
| 阿野公誠 (아노 킨미)                      | 45 세         | 정4위 하, 참의, 좌근위권중장             | 議奏       |
| 長谷信篤 (나가타니 노부아츠)              | 45 세         | 정3위                                    | 議奏 가세  |
| 坊城俊克 (보죠 토시카츠)                  | 61 세         | 정2위 · 대납언                           | 무가伝奏   |
| 野宮定功 (노노미야 사다이치)              | 48 세         | 정3위 · 참의 · 좌근위권중장              | 무가伝奏   |
| 近衛忠房 (코노에 타다후사)                | 25 세         | 정 2 위 · 대납언, 좌근위대장, 우마료어감 |            |
| 一条実良 (이치죠 사네요시)                | 28 세         | 정2위 · 대납언                           |            |
| 広幡忠礼 (히로하타 타다아야)              | 39세          | 정2위 · 대납언                           | 무가 伝奏  |
| 三条西季知 (산죠 니시스에토모)            | 52 세         | 정 2 위 · 중납언                         | 무가 伝奏  |
| 庭田重胤 (니와타 시게타네)                | 42 세         | 종 2 위 · 중납언                         |            |
| 도쿠다이지 사네쓰네                       | 24 세         | 정 3 위 · 중납언                         | 議奏 가세  |
| 橋本実麗 (하시모토 사네아키라)            | 54 세         | 종 3 위 · 참의                           |            |
| 柳原光愛 (야나기하라 미츠나루)            | 45 세         | 종 2 위 · 검비위사                       |            |
| 大原重徳 (오오하라 시게토미)              | 62 세         | 정 3 위 · 좌위문독                       |            |
| 河鰭公述 (카와바타 킨아키라)              | 34 세         | 우근위권소장                             |            |
| 東久世通禧 (히가시쿠제 미치토미)          | 30 세         | 종4위하, 좌근위권소장                    |            |
| 裏辻公愛 (우라츠지 킨요시)                | 42 세         | 종4위하, 시종                            |            |
| 橋本実梁 (하시모토 사네야나)              | 29 세         | 종4위하, 시종                            |            |
| 万里小路博房 (마데노코지 히로후사)        | 39 세         | 정5위상                                  |            |
| 勘解由小路資生 (카데노코지 스케요리)      | 36 세         | 정5위하, 중무소보                        |            |
| 姉小路公知 (아네가코지 킨사토)            | 24 세         | 정4위하, 우근위권소장                    |            |

※ 헤이세이 신수 구화족가계 대성『平成新修旧華族家系大成』참고